# Felice Calvi (storico)
Felice Calvi (Milano, 16 dicembre 1822 – Milano, 24 aprile 1901) è stato uno storico, scrittore e studioso italiano.

## Biografia
Nato a Milano, Felice Calvi era figlio di una famiglia di origini genovesi, trasferitasi a Milano nel XVIII secolo. Suo padre Girolamo, era stato a suo tempo scrittore e biografo di artisti lombardi della sua epoca e fu probabilmente in questo ambiente che Felice si formò e costruì la propria passione per la storia. Proseguì i propri studi sotto la guida di Achille Mauri ed Ignazio Cantù per poi frequentare il liceo di Sant'Alessandro, iscrivendosi in seguito all'Università degli Studi di Pavia per la Facoltà di Giurisprudenza.
Dal 1844 si iscrisse alla Rivista Europea di Milano e prese a frequentare anche il Caffè Pedrocchi di Padova. Nel 1852 pubblicò il proprio primo romanzo, Un castello nella campagna romana, che però non ebbe successo, pubblicando cinque anni più tardi Una regina alla moda, poi Leonilda (1860) e Claudia (1862), i quali riscossero invece un discreto successo per via della sua sagace capacità di satira verso gli sprechi dell'aristocrazia lombarda dell'epoca.
Nel 1870 divenne presidente del Monte di Pietà di Milano e parallelamente continuò ad interessarsi di storia e di ricerca, pubblicando nel 1871 la propria prima opera orientata in questo senso dal titolo Vicende del Monte di Pietà dove per primo tracciò le origini dell'istituzione milanese affidandone la fondazione al patriziato cittadino che già in epoche antiche aveva sentito il bisogno di organizzare la beneficenza. L'opera ebbe un enorme successo non tanto per i contenuti ma perché essa lasciava emergere chiaramente la tradizione civica del popolo lombardo durante i lunghi secoli del dominio straniero.

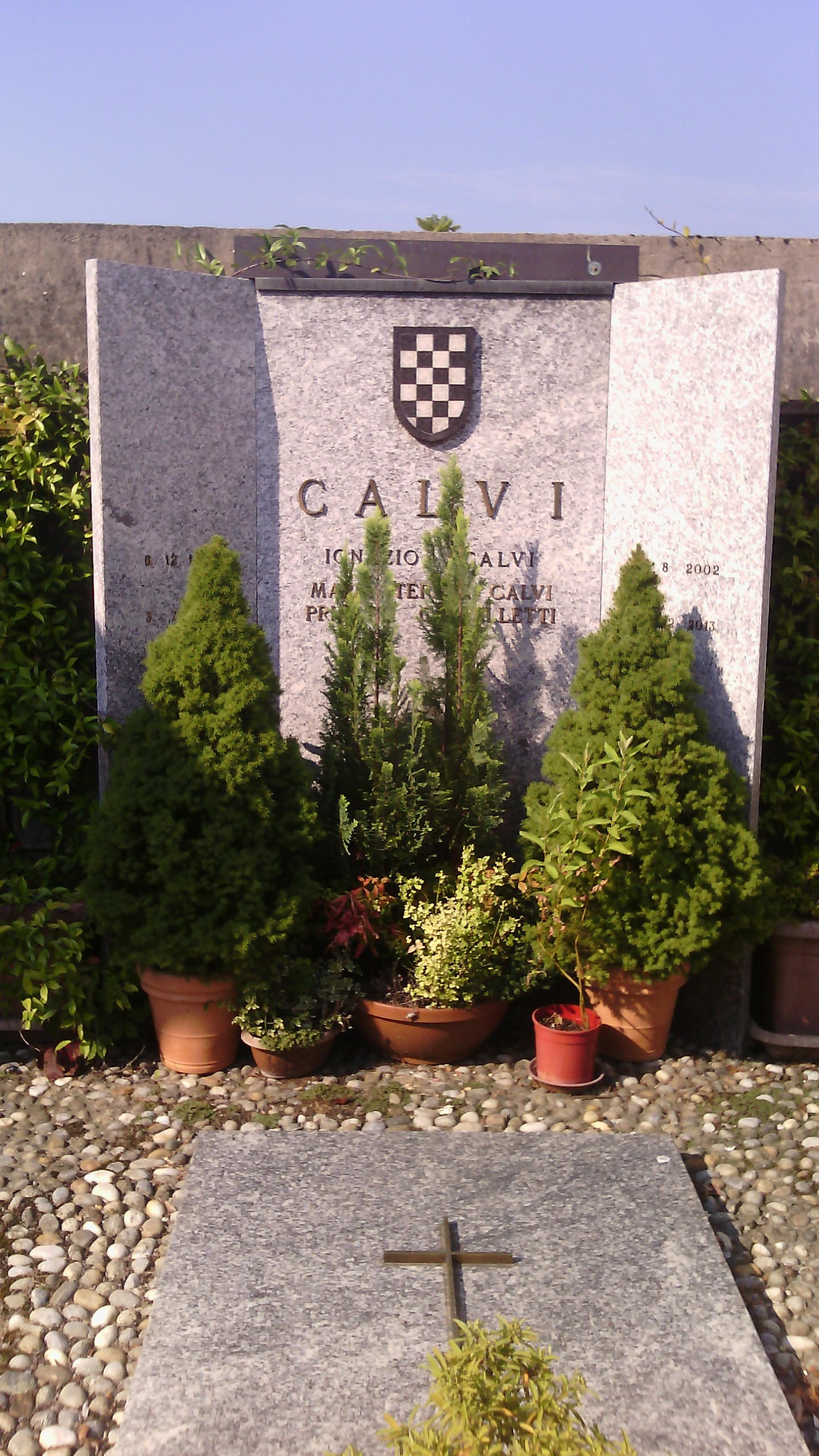
Tomba della famiglia Calvi nel cimitero di San Vito.

Fu membro della Società Storica Lombarda sotto la presidenza di Cesare Cantù, dal 1886 sino alla propria morte, subentrando allo stesso Cantù nella carica di presidente dell'istituzione alla morte di questi nel 1895, reggendo tale carica sino al 1899 quando divenne presidente onorario lasciando l'incarico nelle mani di Francesco Novati. Si dedicò quindi a vita privata, ritirandosi nella frazione di San Vito di Gaggiano (MI) dove acquistò diversi fondi agricoli e si dedicò ancora una volta alla storia, operando un recupero storico-artistico della chiesa locale.
A Felice Calvi e ad altri esponenti illustri della sua famiglia è dedicato il fondo omonimo, contenente numerose pubblicazioni e fotografie d'epoca raccolte dal Calvi durante la sua lunga attività di scrittore e storico, oltre a documenti privati della famiglia a partire dal XVIII secolo. Dal 2008 l'intero patrimonio è stato donato all'Università degli Studi di Milano.

## Opere
Il suo romanzo d'esordio è:
- Un castello nella campagna romana. Leggenda del settimo secolo (1852)

Le sue opere, incentrate sulla storia milanese dal medioevo alla dominazione austriaca, sono:
- Famiglie notabili milanesi (prima edizione 1869);
- Il castello visconteo-sforzesco (prima edizione 1893);
- Il patriziato milanese (prima edizione 1870);
- Vicende del Monte di Pietà in Milano (prima edizione 1871);
- Curiosità storiche e diplomatiche del secolo decimottavo (prima edizione 1878);
- Il Castello Visconteo-Sforzesco nella storia di Milano dalla sua fondazione al di 22 mayo 1848 (prima edizione 1894);
- Bianca Maria Sforza-Visconti, regina dei Romani, imperatrice germanica (prima edizione 1888).